# فرانک کرسول
فرانک کرسول (انگلیسی: Frank Cresswell; ۵ سپتامبر ۱۹۰۸ – ۱۹۷۹ (۷۰−۷۱ سال)) بازیکن فوتبال اهل بریتانیا بود.
از باشگاه‌هایی که در آن بازی کرده‌است می‌توان به باشگاه فوتبال وست برومویچ آلبیون، باشگاه فوتبال نوتس کانتی، باشگاه فوتبال ساندرلند، و باشگاه فوتبال ساوت شیلدز اشاره کرد.
وی همچنین در تیم ملی فوتبال England Schoolboys بازی کرده‌است.